# 迦入

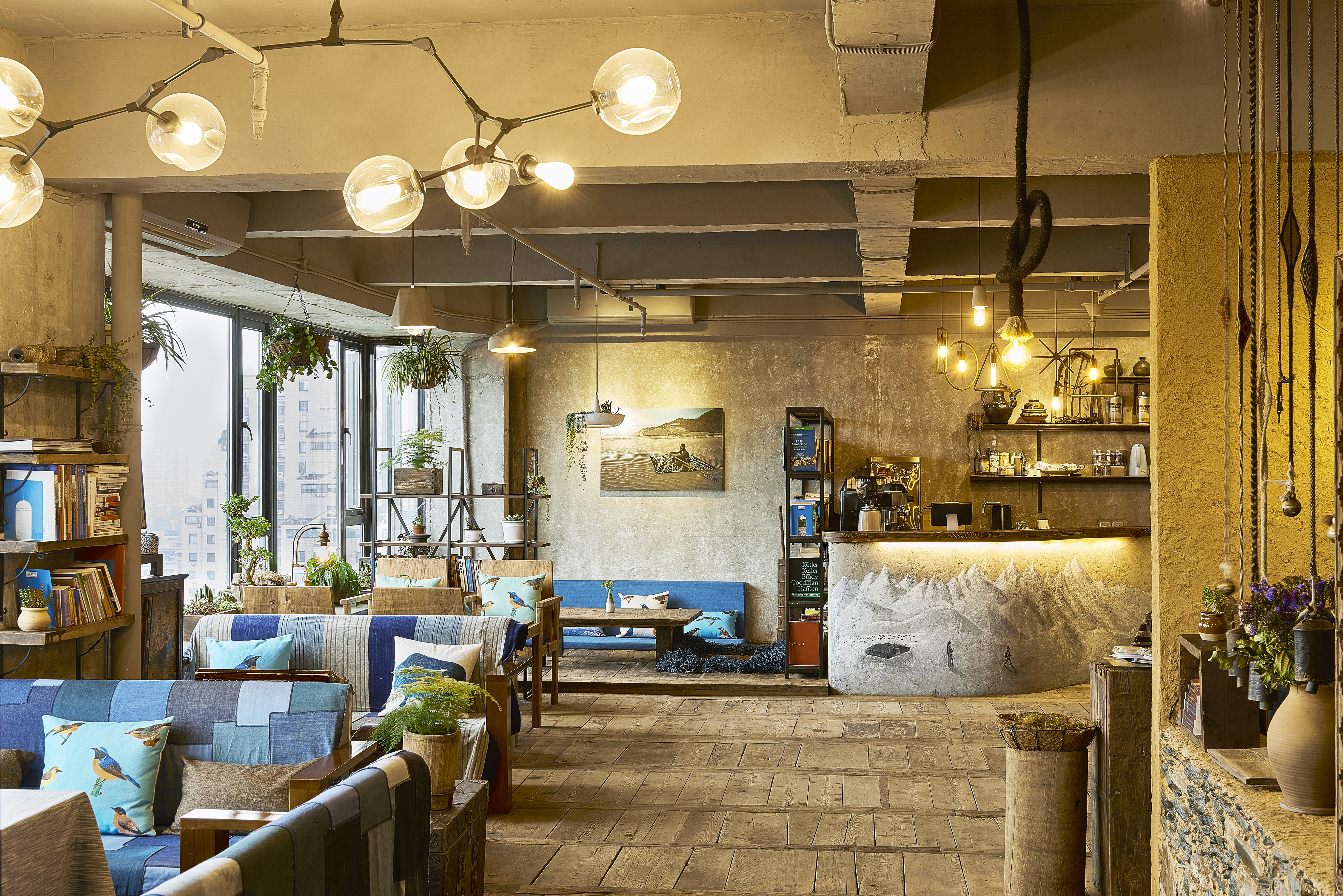
迦入内觀

迦入是藏区牧民黑帐篷结构中用来连接的木扣子，寓意为“链接”；是一家位于成都的实体咖啡工作空间。迦入为藏区企業提供创业推广平台，把创新思维引入藏地社区建设，以互联网开启多元跨界合作的商业模式，使西藏文化与当代接轨。美国媒体VICE报道曾介紹過此店 ，亦獲华尔街日报报道推荐为成都旅游好去處。